# Nephrotoma flavipalpis
Nephrotoma flavipalpis là một loài ruồi trong họ Ruồi hạc (Tipulidae). Chúng phân bố ở miền Cổ bắc.

## Hình ảnh

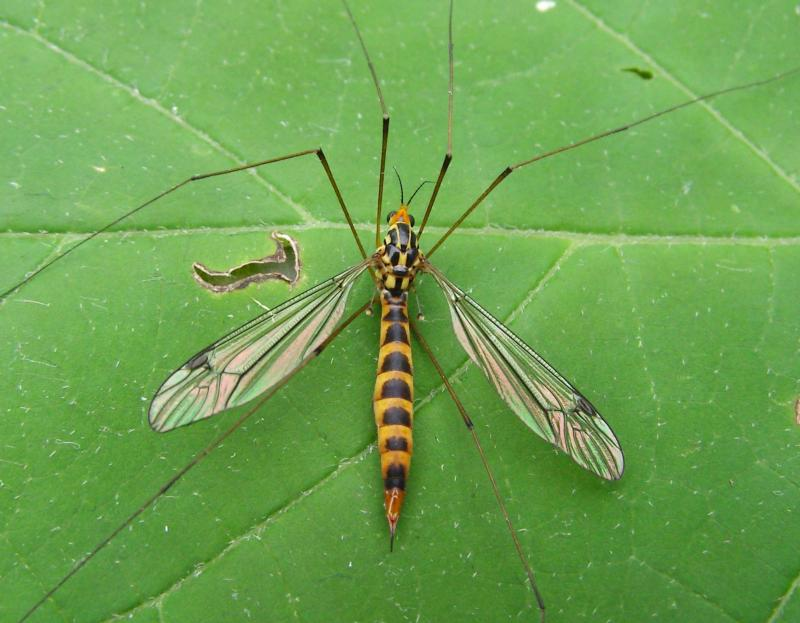

- Tư liệu liên quan tới Nephrotoma flavipalpis tại Wikimedia Commons